# Vulgarität
Vulgarität (Adjektiv: vulgär; synonym ordinär), zumeist adjektivisch gebraucht, bezeichnet die Eigenschaft des Unkultivierten, Gewöhnlichen, Niederen oder auch Unflätigen. Vulgär im letzteren Sinne bezeichnet insbesondere Sprachelemente, Verhaltensmuster und Handlungen, die vor dem Hintergrund kultureller Normen als verächtlich oder tabu gelten. Beispielsweise werden Vulgärsprache, grobe Umgangsformen und rüpelhaftes Benehmen oder das aufdringliche Zurschaustellen von Reichtum oder sexuellen „Vorzügen“ als vulgär empfunden.
Der Duden definiert vulgär als „bildungssprachlich abwertend“ für „auf abstoßende Weise derb und gewöhnlich, ordinär“ sowie „bildungssprachlich“ für „zu einfach und oberflächlich; nicht wissenschaftlich dargestellt, gefasst“ und ordinär unter anderem als „meist abwertend“ für „in seinem Benehmen, seiner Ausdrucksweise, Art sehr unfein, die Grenzen des Schicklichen missachtend“ wie auch „von schlechtem, billigem Geschmack [zeugend]“.

## Etymologie
Vulgär impliziert ein abwertendes Urteil – beispielsweise als Ausdruck individuellen Geschmacks oder sozialer Zugehörigkeit des Urteilenden.
Grundsätzlich bedeutet das Wort bloß schlicht (nach französisch vulgaire „gewöhnlich“, abgeleitet aus lateinisch vulgus oder volgus „Volk“); somit auch „das Gewöhnliche“, „das dem einfachen Volk (als Gegensatz zum Adel) Entstammende“. So verstand man im 20. Jahrhundert unter „vulgären Bezeichnungen“ auch „im Volk übliche Begriffe“ (etwa bei Trivialnamen von Pflanzen). In diesem Sinn ist auch der Begriff Vulgärlatein zu verstehen: Die lateinische Sprache des einfachen Volkes.
„Vulgarität“ im engeren Sinn wird dann eher dem „gemeinen Volk“ (lateinisch: vulgus profanum) zugeschrieben. In diesem Zusammenhang wird der Begriff auch als einfach, oberflächlich oder (in wissenschaftlicher Argumentation) als unwissenschaftlich verstanden.